# Contundente

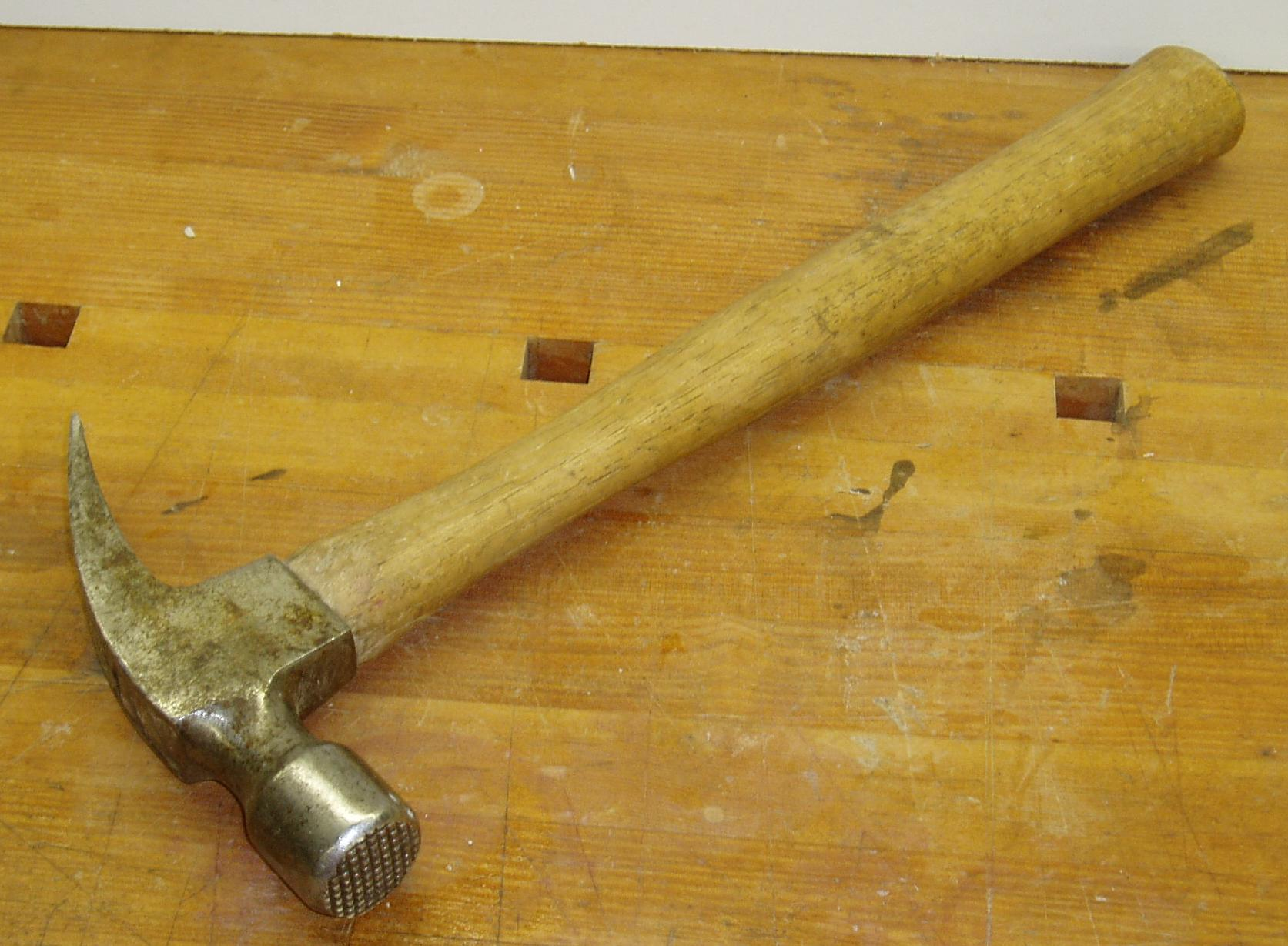
Un martillo puede usarse como un objeto contundente.

Se llama contundente al instrumento y acto que producen contusión.
Así suele llamarse el arma o instrumento destinado a obrar por contusión o golpe: tales son, por ejemplo, entre las primeras el palo, la clava, la maza, el azote, etc. y entre los últimos el proyectil contundente, que con su enorme masa y velocidad en el choque debía quebrantar la trabazón de las planchas de blindaje, arrancadas de su sitio y producir graves desperfectos en los buques, imposibilitándolos para sostenerse a flote.

## Otros usos
En sentido figurado, también se emplea el adjetivo contundente para referirse a lo que produce gran impresión en el ánimo, convenciéndoles y así se dice de un argumento, razón o prueba contundentes. Equivale a vigoroso, apretado, esforzado, valeroso, enérgico, firme, brioso, valiente, pujante, denodado, etc. En sentido irónico también se habla de "argumentos contundentes" para referirse a los golpes o armas con que se amenazan a uno.